# Politischer Konjunkturzyklus
Politischer Konjunkturzyklus ist eine These der Neuen Politischen Ökonomie. Die These besagt, dass Regierungen versuchen, im Wahljahr die Konjunktur durch höhere Staatsausgaben und geringere Steuern zu stimulieren, weil die Wähler die wirtschaftliche Lage anhand der Arbeitslosenquote und der Inflationsrate beurteilen. Der gemäß der Phillips-Kurve zu postulierende trade-off, dass eine Senkung der Arbeitslosenquote mit einer Erhöhung der Inflation einhergeht, würde aufgrund einer zeitlichen Verzögerung der Inflationserhöhung (kurzfristige Starrheit von Preisen und Löhnen) erst nach der Wahl bemerkbar. Nach der Wahl würden die Regierungen dann die Inflation durch konjunkturabkühlende Maßnahmen wieder verringern. Die These besagt, dass es sich für eine amtierende Regierung lohnt einen solchen politischen Konjunkturzyklus zu produzieren: die Intervention erhöhe die Wahlchancen, würde die Wiederwahl trotzdem nicht klappen, könne eine Verantwortung der neuen Regierung für die sich wieder auf das Normalmaß verschlechternde wirtschaftliche Lage behauptet werden.

## Überblick
In der Realität lässt sich beobachten, dass Regierungsparteien in parlamentarischen Demokratien häufig vor einer Wahl versuchen die Konjunktur durch Erhöhung der Staatsausgaben und Senkung der Steuersätze zu stimulieren und das Einkommen der Wähler zu steigern. Nach der Wahl versuchen sie dann die dadurch verursachten inflationären Tendenzen durch konjunkturabkühlende Maßnahmen einzudämmen. Aus dieser Beobachtung wurde die These des politischen Konjunkturzyklus abgeleitet.
Diese Ausgaben dienen meist populären Zwecken; sie werden „aktive Arbeitsmarktpolitik“ oder „Konjunkturprogramm“ genannt. Kritiker nennen sie oft „Wahlgeschenke“. Die Regierenden vermuten eine Korrelation zwischen Wirtschaftsaufschwung und Chance der Wiederwahl; sie tätigen diese Ausgaben, um diese Chance zu erhöhen. Da kaum ein Staat einen ausgeglichenen Staatshaushalt hat (sondern vielmehr jedes oder fast jedes Jahr neue Schulden macht, um das Haushaltsdefizit zu decken), führt das regelmäßig zu einer erhöhten Staatsverschuldung.
Dieses Vorgehen wird oft kritisch bewertet. Viele Demokratien versuchen seit Anfang der 1970er Jahre (also seit über 40 Jahren), ihre Wirtschaft in einem Wahljahr durch Deficit spending anzukurbeln. Dies erhöhte die Staatsschulden. Hohe Staatsschulden können zu Krisen führen (siehe auch Eurokrise).
Einige Staaten, etwa Großbritannien, ermöglichen es der jeweiligen Regierung, den nächsten Wahltermin in einem festgelegten Zeitraum selbst zu wählen, also vorgezogene Neuwahlen relativ zügig in die Wege leiten zu können. Die Regierung kann so Phasen nutzen, in denen sie in Wahlumfragen gute Ergebnisse hat. In Deutschland dagegen kann der Bundeskanzler die Regierung nur bedingt auflösen; siehe Vertrauensfrage.
Die Theorien politischer Konjunkturzyklen zählen zu den makroökonomisch determinierten Forschungsgebieten der Neuen Politischen Ökonomie.
Nach Hans-Rudolf Peters ist die Annahme, dass es einer Regierung gelingt die nicht nur von binnenwirtschaftlichen und steuerbaren Faktoren abhängende Konjunktur wahlkampfgerecht zu steuern zweifelhaft. Die Konjunktursteuerung ist zumeist auch dadurch zusätzlich begrenzt, dass konjunkturpolitisch wichtige Akteure wie die Zentralbank und die Tarifparteien eigene Ziele verfolgen. Zweifelhaft ist auch die Annahme einer naiven Wählerschaft, die sich jedes Mal erneut von einer Manipulation der Arbeitslosenquote zu Lasten der Inflationsrate täuschen lässt.

## Teilgebiete und Vertreter
- Modell des Politischen Konjunkturzyklus: William D. Nordhaus, The political business cycle, Review of Economic Studies, 42, 169–190, 1975
- Partisantheorie: Douglas A. Hibbs, 1975/77
- Rationale Partisantheorie: Henry W. Chappell und William R. Keech, 1986, Alberto Alesina, 1987